# الضابط والفتاة الضاحكة (لوحة)
الضَابِطٌ والفَتاة الضَاحَكَهُ (بالهولندي: De soldaat en het lachende meisje) هي لوحة زيتية من القرن السابع عشر بريشة رسام العصر الذهبي الهولندي يوهانس فيرمير. رسمها حوالي سنة 1657. هي الآن واحدة من ثلاث لوحات لفيرمير في مجموعة فريك في نيويورك. تصور اللوحة جنديًا يرتدي قبعة كبيرة جالسًا وظهره للمشاهد، يتحدث مع فتاة مبتسمة تحمل كأسًا في يدها. أشعة الشمس الساطعة تغمر الفتاة مع وجود خريطة كبيرة على الحائط. تضم أللوحة العديد من الخصائص التي ميزت اسلوب فيرمير بالرسم. منها الموضوع الرئيسي وهو المرأة التي ترتدي ثوبًا أصفر، والضوء القادم من الجانب الأيسر من اللوحة من النافذة المفتوحة، وهناك خريطة كبيرة على الحائط. كل عنصر من هذه العناصر موجود في بعض لوحاته الأخرى، على الرغم من أن هذه اللوحة تختلف قليلاً مع الرجل الذي يجلس على الطاولة أيضًا. يعتقد مؤرخو الفن، الذين اقترحوا تفسيرات متضاربة للعمل، أن لوحة لجيرارد فان هونثورست ألهمت التكوين وأن فيرمير استخدم حجرة مظلمة لإنشاء المنظور في هذه اللوحة.

## الوصف

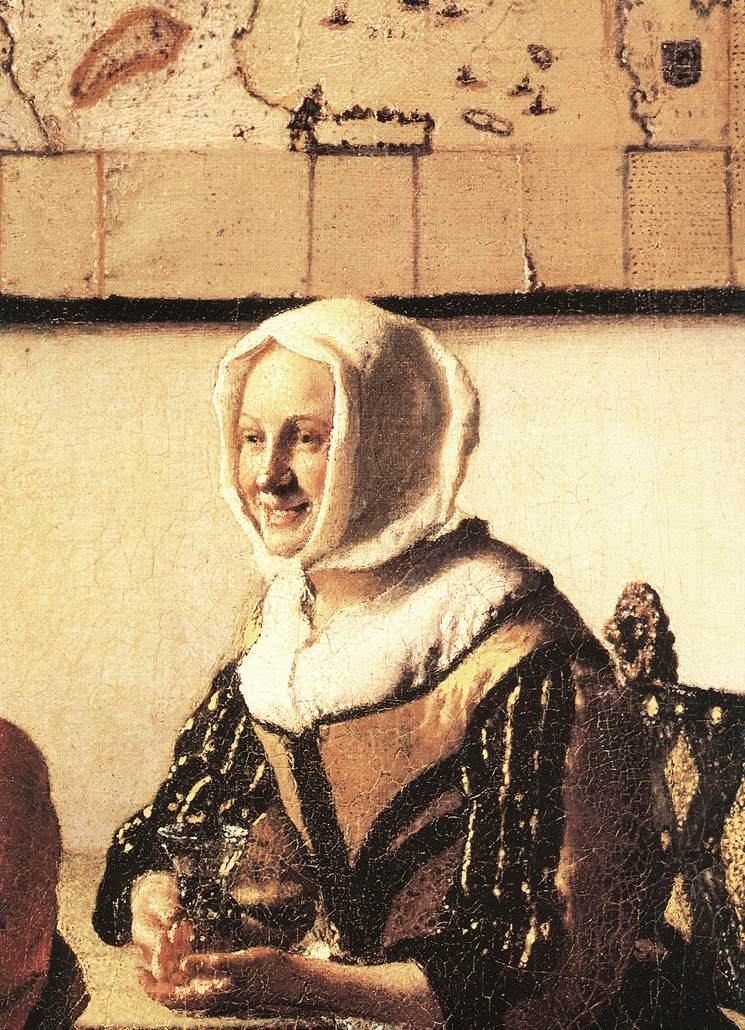
المرأة (تفاصيل)

### المرأة

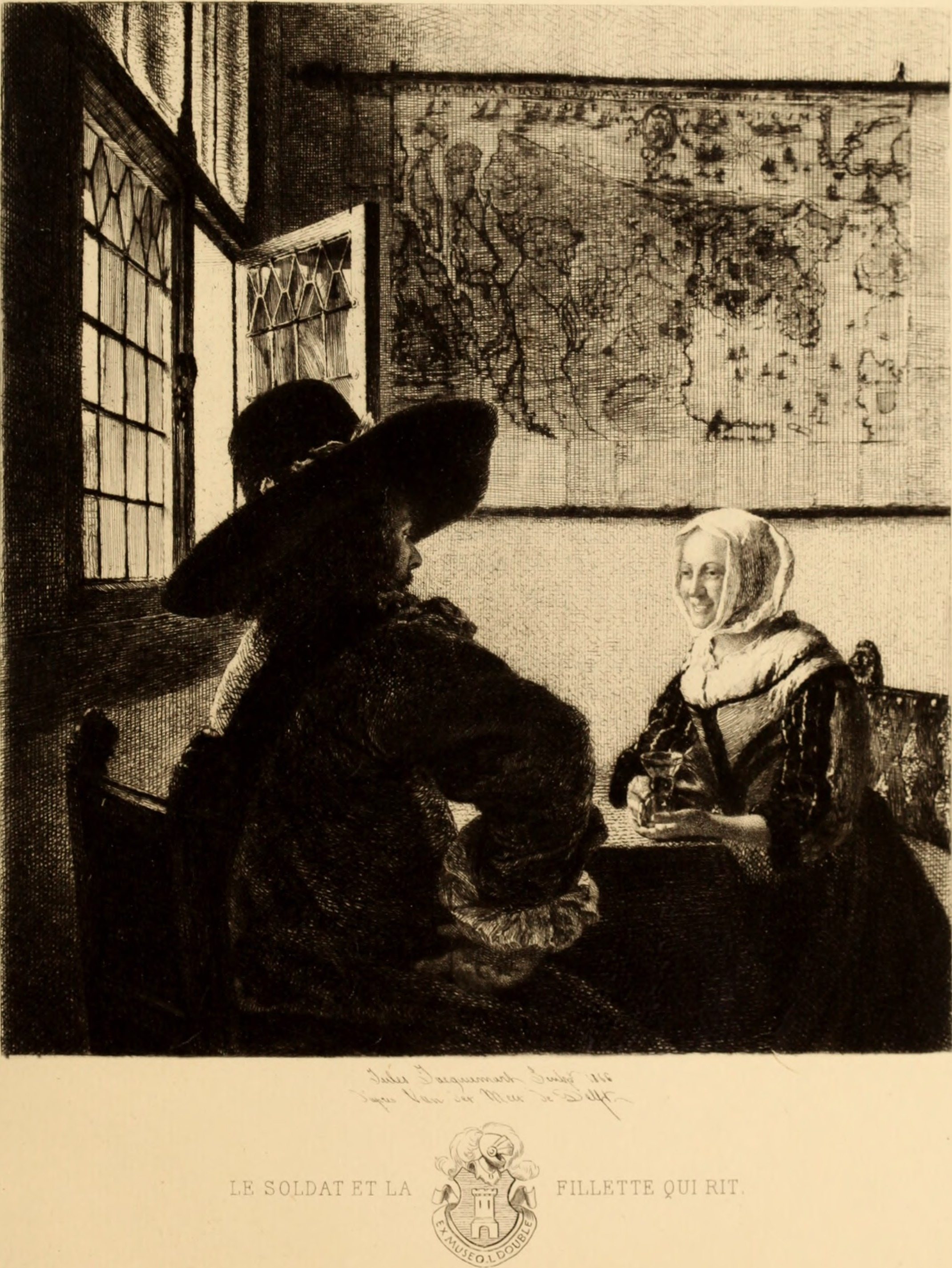
نقش للوحة "الضابط والفتاة الضاحكة" بريشة النقاش والرسام الفرنسي جول فرديناند جاكيمارت 1881 ، متحف فيلادلفيا للفنون.

الموضوع الرئيسي في أللوحة هو المرأة، إنها تشبه زوجة فيرمير، كاثرينا بولنز، التي يُعتقد أنها كانت نموذج فيرمير في العديد من لوحاته. من خلال صور الأشعة السينية، يمكن لمؤرخي الفن أن يروا أن فيرمير كان يخطط لرسم المرأة مع ياقة بيضاء كبيرة التي كان من شأنها أن تخفي الكثير من فستانها الأصفر. أيضًا، تم تمديد قبعتها لاحقًا لتغطية كل شعرها، من أجل لفت الانتباه إلى وجهها وتعبيراتها. ظهر هذا الفستان الأصفر مع التضفير في العديد من لوحات فيرمير الأخرى. وعادة ما يتم ارتداؤه كزي يومي عادي. ترتدي المرأة أيضًا مئزرًا أزرق فوق فستانها، لكنه مخفي في الظل الذي تضيفه الطاولة. كان مئزرها الازرق من الملابس الشائعة في ذلك الوقت لأنها تخفي البقع جيدًا. وقد فسر مؤرخو الفن هذا على أنه يعني أن الضابط فاجأ الفتاة بزيارة مرتجلة خلال مهامها الصباحية.  المرأة تحمل كأس نبيذ يستخدم عادة لصنع النبيذ الأبيض. لأنه في ذلك الوقت، كان النبيذ يكلف أكثر من البيرة، وهذا يشير ألى ثروتها.

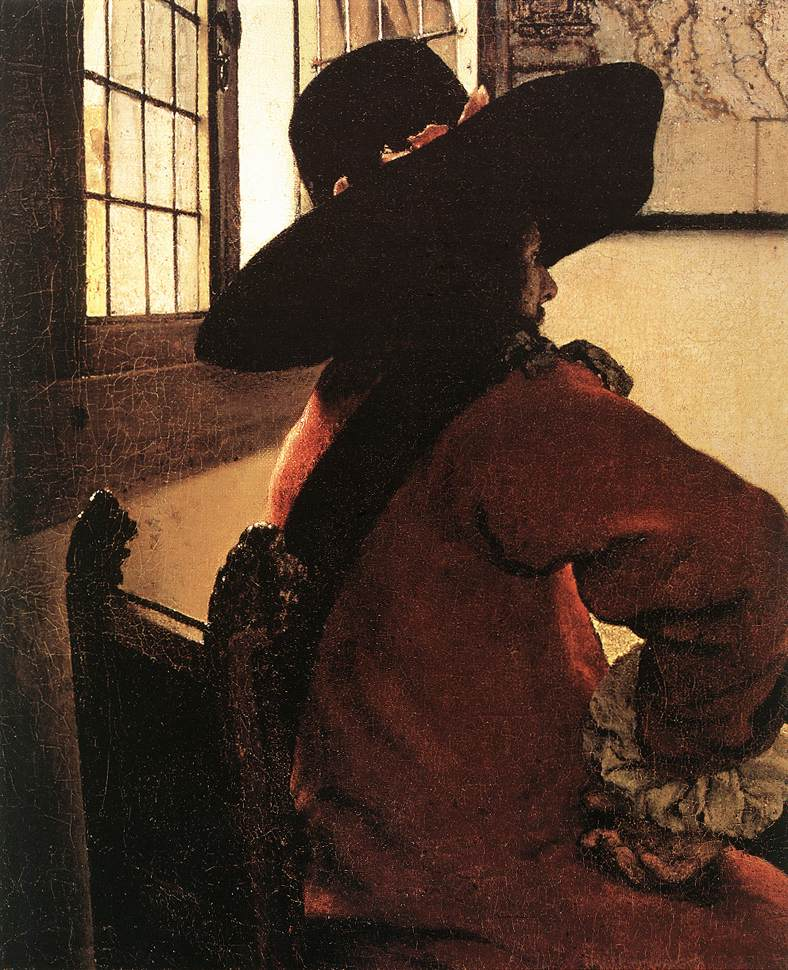
الضابط (تفاصيل)

### الضابط
الرجل في الصورة هو ضابط من الخيالة يرتدي معطفا أحمر وقبعة باهظة الثمن، يظهر ثروته ورتبته. قبعته واسعة الحواف ومصنوعة من جلد القندس، الذي كان مقاومًا للعوامل الجوية وجيدًا للثلج والطقس الممطر. تم استيراد جلود هذه القبعات من العالم الجديد. من المحتمل أن تكون هذه القبعة من هولندا الجديدة، التي كانت آنذاك تحت سيطرة شركة الهند الغربية الهولندية. يرتبط اللون الأحمر في زيه الرسمي بالقوة والعاطفة، مما يضفي على اللوحة مزاجًا عاطفيًا. يتم تحديد رتبته كضابط من خلال الوشاح الأسود الذي يرتديه. ومع ذلك، فإن وجوده في المقدمة المباشرة هو ما يلاحظه المشاهدون أولاً. يضيف حضوره المذهل الدراما والغموض إلى مزاج التكوين. هذا الأسلوب الفني - الذي يتم فيه وضع شخصية في المقدمة لزيادة عمق مجال اللوحة الكلية - يسمى «ريبوسوير» (عبارة عن جسم على طول المقدمة اليمنى أو اليسرى للوحة يوجه عين المشاهد إلى التكوين عن طريق وضع تأطير على الحافة). غالبًا ما استخدم كارافاجيو هذه التقنية وربما تعلمها فيرمير من لوحة كارافاجيست.

### النافذة
تعتبر النافذة والإضاءة من السمات الخاصة باسلوب فيرمير الداخلي، على الأرجح لأنها مصممة على غرار الغرفة التي رسمها فيها. هذه النافذة تشبه إلى حد بعيد النافذة في لوحات سابقة للفنان مثل فتاة تقرأ رسالة عند نافذة مفتوحة وساقية الحليب. يحتوي الزجاج الموجود في النافذة على العديد من الاختلافات في الألوان، مما يدل على دقة فيرمير في تفاصيل هذه اللوحة. يأتي الضوء الساطع فقط من النافذة ولا يمكن ملاحظة أي مشهد خارجي، حيث لا يسمح فيرمير للمشاهد أبدًا برؤية العالم الخارجي.

### حجب الكاميرا
يعتقد بعض مؤرخي الفن أن فيرمير استخدم جهازًا يسمى الكاميرا الغامضة لمساعدته على تكوين المنظور في لوحاته. بدلاً من استخدام صيغة رياضية أو نقطة تلاشي، ربما استخدم فيرمير هذا الجهاز الميكانيكي ليوضح له الحجم النسبي للأشخاص. تشبه الكاميرا الغامضة الكاميرا لأنها تعرض صورة تُرى من خلال الفتحة في غرفة مظلمة. لا يوجد دليل تاريخي على أن فيرمير استخدم مثل هذا الجهاز، لكن الطريقة التي يصور بها المنظور في العديد من لوحاته، بما في ذلك الضابط والفتاة الضاحكة، تشير إلى أنه فعل ذلك.

### مواد الطلاء
كشف تحليل الصبغة الأقدم الذي أجراه الخبير دبليو كوهن  وأيضًا جمع البيانات الأحدث للوحة  عن استخدام فيرمير أصباغ نموذجية من عصر الباروك مثل صبغة المغرة، وصبغة الخضاب، وصبغة اللازورد، وأزوريت.

## التفسير
معنى التفاعل بين المرأة والضابط غير معروف. يعتقد العديد من مؤرخي الفن أنه يصور فقط امرأة تتودد ببراءة وشرف من قبل هذا الجندي. ومع ذلك، جادل البعض بأن يدها المفتوحة وابتسامتها قد يطلبان «الدفع» قبل الجماع.
يحتل الرسام الهولندي يوهانس فيرمير مكانة مرموقة بين مؤرخي الخرائط. وتوضح العديد من لوحاته خرائط معلقة على الجدران أو كرات أرضية واقفة على طاولات أو خزانات. غالبًا ما يكون من الممكن تحديد الخرائط الفعلية. من الواضح أن فيرمير كان مرتبطًا بشكل خاص بخريطة ويليم بلاو لهولندا وغرب فريزلند، حيث مثلها كزخرفة جدارية في ثلاث من لوحاته. حوالي عام 1658 أظهرها كزخرفة جدارية في لوحته هذه " الضابط والفتاة الضاحكة"، ويتضح هبة فيرمير للواقعية من خلال حقيقة أن خريطة الحائط، المثبتة على قضبان الكتان والخشب، يمكن التعرف عليها كخريطة حقيقية للمؤرخ بلاو لعام 1621 لهولندا وغرب فريزلند. وقد التقط بكل التفاصيل تصميمها المميز وزخارفها ومحتواها الجغرافي. " 

## الفنان

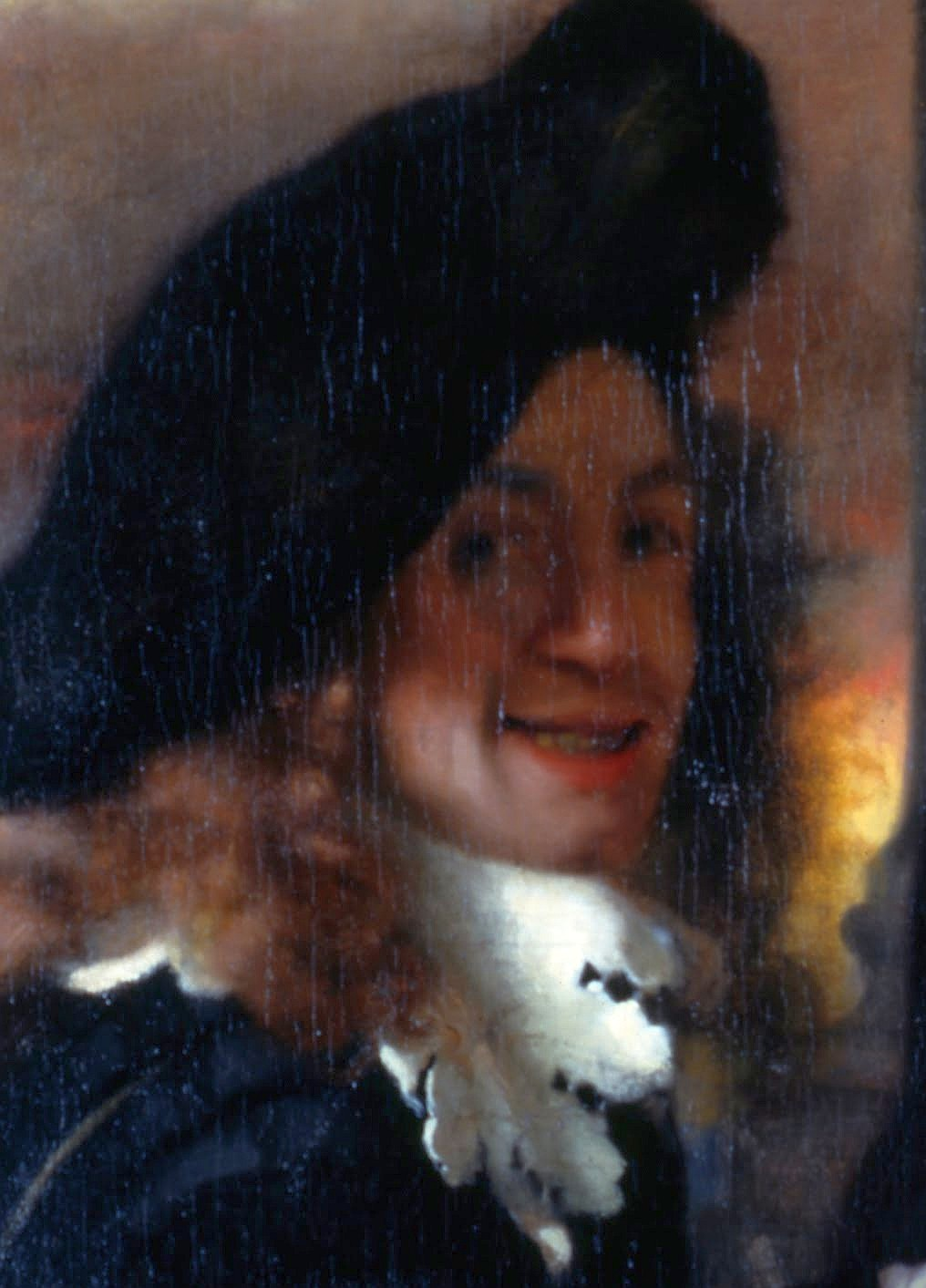
يوهانِس فيرمير

يوهانِس فيرمير والمعروف باسم فيرمير (1632-1675م) هو رسَّام هولندي في الفترة الباروكية، ولد في بلدة دلفت الهولندية. يعتبر من أكبر فناني القرن الـ17 الميلادي في أوروبا. كان متخصصًا في رسم المشاهد الداخلية المنزلية لحياة الطبقة الوسطى. يُعتبر يوهانس رسامًا محليًا ناجحًا نوعًا ما، ومن الواضح أنه لم يكن ثريًا، فقد ترك زوجته وأطفاله غارقين في الديون عند وفاته، وربما يعود سبب ذلك لإنتاجه عددًا قليلًا نسبيًا من اللوحات الزيتية. عمل فيرمير ببطء واهتمام شديدين، وكثيرًا ما كان يستخدم الأصباغ باهظة الثمن. اشتُهر بشكل خاص بمعالجته الفريدة واستخدامه للضوء في أعماله. رسم فيرمير في معظم لوحاته مشاهد منزلية داخلية، «ومن الواضح أن جميع المشاهد في لوحاته جرت في غرفتين صغيرتين ضمن منزله في دلفت، إذ يظهر نفس الأثاث والديكورات في ترتيبات مختلفة، وكثيرًا ما صور نفس الأشخاص وكان معظمهم من النساء». عُرف خلال حياته في دلفت ولاهاي، لكن شهرته المتواضعة أفسحت مجالًا للغموض بعد وفاته. لم يُذكر إلا بالكاد في كتاب المصدر الرئيسي لأرنولد هوبراكن في القرن السابع عشر (المسرح الكبير للرسامين الهولنديين والفنانات النساء)، وهكذا فقد حُذف من الدراسات الاستقصائية اللاحقة للفن الهولندي لما يقارب قرنين من الزمن. اكتُشفت أعمال فيرمير من قبل باحث الفن الألماني غوستاف فريدريك واغن وثيوفل ثوري برغر، عندما نشرا مقالًا يحتوي على 66 صورة لفيرمير على الرغم من أن 34 لوحة فقط تُنسب إليه اليوم. اتسعت شهرة فيرمير منذ ذلك الحين ليصبح معروفًا بصفته واحدًا من أعظم الرسامين في العصر الذهبي الهولندي. لم يسافر فيرمر إلى الخارج قط، وكذلك فعل العديد من الفنانين الهولنديين في العصر الذهبي أمثال رامبرانت وفرانز هالزن، وكان فيرمير كما كلن رامبرانت تاجرًا ومقتنيًا متعطشًا للأعمال الفنية.